# Eleothinus
Eleothinus is een kevergeslacht uit de familie van de boktorren (Cerambycidae). De wetenschappelijke naam van het geslacht werd voor het eerst geldig gepubliceerd in 1881 door Bates.

## Soorten
Eleothinus omvat de volgende soorten:
- Eleothinus abstrusus Bates, 1881
- Eleothinus longulus Bates, 1881
- Eleothinus pygmaeus Bates, 1885